# Kębłowo (osada leśna w powiecie wolsztyńskim)
Kębłowo – osada leśna w Polsce, położona w województwie wielkopolskim, w powiecie wolsztyńskim, w gminie Wolsztyn.
W latach 1975–1998 miejscowość należała administracyjnie do województwa zielonogórskiego.

## Miejscowości o nazwie Kębłowo w gminie Wolsztyn
W gminie Wolsztyn istnieją dwie miejscowości podstawowe o nazwie Kębłowo, w tym 1 wieś i 1 osada leśna. Wieś Kębłowo posiada identyfikator SIMC 0916383. Niniejszy artykuł dotyczy osady leśnej, która posiada identyfikator SIMC 0916420. Do 2018 r. w tej gminie istniała druga osada leśna o nazwie Kębłowo, która posiadała identyfikator SIMC 0916437.